# 지방도 제806호선
지방도 제806호선은 전라남도 영암군 삼호읍 용당 교차로와 전라남도 해남군 송지면 송호리를 잇는 전라남도의 지방도이다.
1985년에는 노선명이 '산이 ~ 해남선'이었으며 1995년 12월 8일 '산이 ~ 삼산선'으로 변경되었고, 2003년 3월 27일 다시 '산이 ~ 송지선'으로 변경되었다.

## 연혁
- 1985년 12월 23일 : 기점을 '해남군 산이면 상공리', 종점을 '해남군 해남읍 성내리'로 명시하고 도로개량이 완료된 해남군 산이면 반송리 370m 구간 도로예정지 해제[1]
- 1988년 2월 10일 : 1988년 6월까지 해남면 마산면 상등리 ~ 학의리 2.5km 구간 확포장공사 계획을 공고[2]
- 1989년 1월 6일 : 해남군 마산면 상등리 ~ 학의리 2.5km 구간 도로예정지 해제[3]
- 1989년 5월 13일 : 1989년 12월까지 해남군 마산면 학의리 ~ 산이면 초송리 6.96km 구간 확포장공사 계획을 공고[4]
- 1990년 1월 13일 : 해남군 산이면 상공리 ~ 마산면 성내리 9.77km 구간 도로예정지 해제[5]
- 1990년 4월 16일 : 1990년 12월까지 해남 ~ 산이간 도로(해남군 산이면 초송리 ~ 진산리) 1.02km 구간 확포장공사 계획을 공고[6]
- 1991년 1월 10일 : 해남군 산이면 초송리 ~ 진산리 1.002km 구간 도로예정지 해제[7]
- 1991년 4월 12일 : 1993년 4월까지 해남 ~ 산이간 도로(해남군 산이면 초송리 ~ 상공리) 6.745km 구간 확포장공사 계획을 공고[8]
- 1992년 1월 27일 : 해남군 산이면 초송리 ~ 상공리 6.745km 구간 도로예정지 해제[9]
- 1995년 3월 6일 : 1996년 10월까지 영산강 수로공사로 해남군 산이면 대진리 1.02km 구간 이설공사를 위해 도로구역 변경[10]
- 1995년 12월 8일 : 종점을 해남군 해남읍 성내리에서 '해남군 삼산면 구림리로 변경함. 이에 따라 노선명을 '산이 ~ 해남선'에서 '산이 ~ 삼산선'으로 변경하고 총 연장 38.2km가 됨.[11]
- 1996년 2월 21일 : 1996년 12월까지 광천교(해남군 삼산면 평활리) 개축공사를 위해 140m 구간 도로구역 변경[12]
- 1996년 8월 5일 : 1997년 5월까지 계동 위험도로(해남군 삼산면 신흥리 ~ 연동리) 개량공사를 위해 1.066km 구간을 1.0km로 도로구역 변경[13]
- 1997년 8월 20일 : 1999년 8월까지 산이우회도로(해남군 산이면 초송리) 확포장공사를 위해 2.08km 구간 도로구역 변경, 1998년 6월까지 해남지구(해남군 해남읍 연동리) 개량공사를 위해 800m 구간 도로구역 변경[14]
- 2000년 2월 11일 : 2006년 1월까지 신안교(해남군 삼산면 신안리 ~ 평활리) 개축공사를 위해 630m 구간 도로구역 변경[15]
- 2000년 6월 20일 : 2000년 12월까지 산이도로(해남군 산이면 초송리) 개량공사를 위해 220m 구간 도로구역 변경[16]
- 2003년 3월 27일 : 종점을 해남군 삼산면 구림리에서 '해남군 송지면 송호리'로 연장함. 이에 따라 노선명을 '산이 ~ 삼산선'에서 '산이 ~ 송지선'으로 변경하고 총 연장 63.74km가 됨.[17]
- 2005년 7월 5일 : 2006년 12월까지 평활지구(해남군 삼산면 구림리 ~ 충리) 개량공사를 위해 1.4km 구간 도로구역 변경[18]
- 2006년 3월 20일 : 2007년 5월까지 금강지구(해남군 송지면 금강리) 개량공사를 위해 670m 구간 도로구역 변경[19]
- 2008년 8월 5일 : 2010년 6월까지 F1경기장 진입도로(영암군 삼호읍 용당리 ~ 삼포리) 확포장공사를 위해 2.81km 구간 도로구역 변경[20]
- 2009년 4월 20일 : 2011년 12월까지 마봉 ~ 마련간 도로(해남군 송지면 마봉리) 확포장공사를 위해 1.1km 구간 도로구역 변경[21]
- 2011년 6월 3일 : 2013년 2월까지 해남 신기지구(해남군 마산면 용전리) 개량공사를 위해 490m 구간 도로구역 변경[22]
- 2012년 6월 20일 : 2015년 6월까지 해남 신기지구(해남군 마산면 용전리) 개량공사를 위해 488m 구간 도로구역 변경[23]
- 2014년 6월 26일 : 2015년까지 용미교, 양림교(해남군 현산면 구시리) 개축공사를 위해 430m 구간 도로구역 변경[24]
- 2014년 7월 31일 : 2019년까지 해남 ~ 대흥사간 도로(해남군 해남읍 고도리 ~ 삼산면 평활리) 확포장공사를 위해 4.99km 구간 도로구역 변경[25]
- 2014년 12월 11일 : 2021년까지 송지 ~ 고담IC간 도로(해남군 현산면 초호리 ~ 송지면 금강리) 확포장공사를 위해 2.7km 구간 도로구역 변경[26]
- 2016년 1월 22일 : 해남군 현산면 구시리 용미교 및 양림교를 포함한 428m 구간 재가설 개통[27]
- 2020년 12월 8일 : 송지 ~ 고담IC간 도로(해남군 송지면 금강리 ~ 현산면 초호리) 2.7km 구간 확장 개통[28]

## 주요 경유지

### 구지방도 제810호선구간
- 영암군
  - 삼호읍 용당 교차로 - 상촌 교차로 - 삼호면삼포리 교차로 - 삼포고가차도 - 난대 교차로 - 대불 교차로 - 용앙 교차로 - 삼호읍용앙리 교차로 - 삼호삼거리

### 본래 노선
- 해남군
  - 산이면 달도 교차로 - 구성리 - 상공리 - 산이서초등학교 - 대진리 - 대진교 - 진산리 - 초송리 - 산이면소재지 교차로 - 송천리 - 덕호리 - 반송삼거리 - 금송리 - 노송리
  - 마산면 마산면학의리 교차로 - 용전리 - 산이 교차로 - 마산 교차로 - 평동 교차로
  - 해남읍 해남 교차로 - 해남읍연동리 교차로
  - 삼산면 삼산면감당리 교차로 - 삼산면신흥리 교차로 - 삼산면신기리 교차로 - 광천교 - 삼산면신리 교차로 - 삼산초등학교 - 매정삼거리 - 구림리
  - 현산면 만안지 - 만안리 - 구시리 - 구시 교차로 - 고현삼거리 - 고담삼거리 - 고담 교차로 - 성매 교차로 - 초호리 - 금강교
  - 송지면 금강교 - 송지면금강리 교차로 - (미개통 구간 : 금강리 - 서정리 - 해원리 - 마봉리 - 송호리)

## 중복 구간
- 영암군 삼호읍 난대 교차로 ~ 용앙 교차로 : 국가지원지방도 제49호선과 중복
- 해남군 마산면 마산 교차로 ~ 평동 교차로 : 국도 제18호선과 중복
- 해남군 해남읍 해남 교차로 ~ 평동 교차로 : 국도 제13호선과 중복
- 해남군 현산면 구시 교차로 ~ 성매 교차로 : 국도 제13호선과 중복

## 도로명
- 영암군 삼호읍 용당 교차로 ~ 삼호면삼포리 교차로 : 용당로
- 영암군 삼호읍 삼호면삼포리 교차로 ~ 난대 교차로 : 용당로, 난전로
- 영암군 삼호읍 난대 교차로 ~ 용앙 교차로 : 관광레저로
- 영암군 삼호읍 용앙 교차로 ~ 삼호삼거리 : 삼호중앙로
- 해남군 산이면 달도 교차로 ~ 마산면 마산 교차로 : 산이로
- 해남군 마산면 마산 교차로 ~ 해남읍 평동 교차로 : 공룡대로
- 해남군 해남읍 평동 교차로 ~ 현산면 구시 교차로 : 고산로
- 해남군 현산면 구시 교차로 ~ 성매 교차로 : 땅끝대로
- 해남군 현산면 성매 교차로 ~ 송지면 금강리 : 땅끝해안로